# Вальдемар Ліндгрен
Вальдемар Лі́ндгрен (швед. Waldemar Lindgren; 14 лютого 1860, Вассмулеса, Швеція — 3 листопада 1939, Бостон, США) — американський геолог шведського походження, один із засновників економічної геології (геологія корисних копалин). Іменем вченого названо мінерал ліндгреніт. Член Національної академії наук США (1909).

## Біографія
Вальдемар Ліндгрен народився в провінції Смоланд у селищі Вассмулеса Кальмарського Льон (адміністративна одиниця) лена. Батько Вальдемара, Юн Ліндгрен, був суддею і депутатом Ріксдага (Шведський парламент), а його мати, Емма Ліндгрен, була дочкою священика. Вальдемар вступив до Фрайберзької гірничої академії в 1882 році.
У 1884 він почав 31-річну кар'єру в Геологічній службі США, працюючи в рудних родовищах  Скелястих гір. У 1905 році він допоміг заснувати журнал "Economic Geology". У 1912 він був призначений главою геологічного Департаменту  Массачусетського технологічного інституту.
Вальдемар Ліндгрен був обраний іноземним членом Шведської королівської академії наук у 1931 році і почесним членом АН СРСР з 29 березня 1932 року.
Опубліковані праці Ліндгрена налічують близько 200 робіт, крім обговорень, відгуків, і навіть понад 1000 тез. Більшість його публікацій містять інформацію про знамениті рудні родовища. Видання про корисні копалини, а також його широко відомий підручник були опубліковані в 1913, 1919, 1928 і 1933 роках.

## Окремі праці
- Линдгрен В. Минеральные месторождения. Вып. 1—3. М.—Л., 1934—35.
- The Gold Belt of the Blue Mountains of Oregon Extract from the 22nd Annual Report (1900—1901) Part 2: Ore Deposits (U.S. Geological Survey. 1902. страницы 553—776)
- The water resources of Molokai, Hawaiian Islands (US Geological Survey Water-Supply Paper No. 77. 1903. 62 страницы)
- The copper deposits of the Clifton-Morenci district, Arizona (US Geological Survey Professional Paper No. 43. 1905. 375 страниц)
- Geology and gold deposits of the Cripple Creek District, Colorado. (Lindgren, W., & Ransome, F. L. US Geological Survey Professional Paper No. 54. 1906. 516 страниц)
- The ore deposits of New Mexico (Lindgren, W., Graton, L. C., Schrader, F. C., & Hill, J. M. US Geological Survey Professional Paper No. 68 1910. 361 страница)
- The Tertiary Gravels of the Sierra Nevada of California (US Geological Survey Professional Paper No. 73. 1911. 226 страниц)
- Mineral Deposits (New York, McGraw-Hill. 1913)